# Antona tenuifascia
Antona tenuifascia är en fjärilsart som beskrevs av George Francis Hampson 1900. Antona tenuifascia ingår i släktet Antona och familjen björnspinnare. Inga underarter finns listade i Catalogue of Life.